# Алтона (Њујорк)
Алтона (енгл. Altona) насељено је место без административног статуса у америчкој савезној држави Њујорк.

## Демографија
По попису из 2010. године број становника је 730, што је 326 (-30,9%) становника мање него 2000. године.
| Група             | 2000.       | 2010.       |
| Белци             | 440 (41,7%) | 417 (57,1%) |
| Афроамериканци    | 374 (35,4%) | 240 (32,9%) |
| Азијати           | 2 (0,2%)    | 3 (0,4%)    |
| Хиспаноамериканци | 249 (23,6%) | 72 (9,9%)   |
| Укупно            | 1.056       | 730         |